# Matteo Muratori
Matteo Muratori (Palermo, 17 settembre 1810 – Palermo, 12 settembre 1893) è stato un politico italiano, senatore del Regno d'Italia dalla XVI legislatura.